# Rodolfo Marín Briones
Rodolfo Marín Briones (Palmilla, 1860-Santiago de Chile, 1934) fue un médico y político chileno que se desempeñó como alcalde de Santiago en 1900.

## Origen familiar
Sus padres fueron José Toribio Marín Oyarzún, propietario de tierras en Palmilla, y María de la Luz Briones Ladrón de Guevara. Entre sus 14 hermanos se cuentan el general José Arturo Marín Briones, los agricultores Belarmino y Eleodoro Marín Briones y los abogados Agustín, Alejandro y José Toribio Marín Briones. Con este último fundó el balneario «Las Cruces».
Se casó en primeras nupcias con Estela Rosa Carmona Barrueto, y luego de enviudar con Alejandrina Carmona Novoa. Uno de sus hijos fue Rodolfo Marín Carmona, quien fuera intendente de Colchagua entre el 17 de noviembre de 1920 y el 1 de febrero de 1928.

## Actividades profesionales
Se tituló de médico en la Universidad de Chile en enero de 1884. Se dedicó también a la botánica, y hacia 1887 se desempeñaba como profesor ayudante en la misma casa de estudios.
Miembro del Partido Conservador, fue alcalde de Santiago entre el 6 de mayo y el 26 de noviembre de 1900, y varias veces regidor. Durante su gestión como alcalde se realizó la inauguración del sistema de tranvías eléctricos de la ciudad a cargo de la Chilean Electric Tramway and Light Company, ocurrida el 2 de septiembre de 1900.
Según testimonia su nieto Fernando Debesa Marín, fue hermano tercero franciscano y colaborador con el Patronato de Santa Filomena.